# Hallie Taufoou
Pas d'image ? Cliquez ici

a Compétitions nationales et continentales officielles uniquement.

b Matchs officiels uniquement.
Dernière mise à jour le 21 octobre 2024.
Hallie Taufoou, née le 26 mai 1994 Meridian (États-Unis), est une joueuse internationale américaine de rugby à XV évoluant au poste de deuxième ligne. Elle joue en Championnat d'Angleterre au Loughborough Lightning.

## Biographie
Hallie Taufoou naît le 26 mai 1994 à Meridian, dans l'Idaho aux États-Unis. Elle est d'origine tongienne. Elle pratique de nombreux sports durant sa jeunesse, notamment le football et le basket-ball. Elle commence la pratique du rugby à XV à l'âge de 21 ans aux Aggies d'Utah State, pendant ses études à l'université d'État de l'Utah. Elle joue alors au centre.
En 2017, elle s'investit pleinement dans le rugby à sept et joue professionnellement avec l'ARPTC (American Rugby Pro Training Center). Elle fait pait plusieurs stages nationaux sans toutefois parvenir à être sélectionnée en équipe nationale.
En 2019, elle part jouer en Angleterre, avec le club de Richmond FC (en).
Elle devient internationale américaine à XV durant la première édition de la Pacific Four Series, en 2021, face au Canada,.
En 2021-2022, elle joue pour le club du Loughborough Lightning en Angleterre. Elle est sélectionnée pour la Pacific Four Series.
Au mois de septembre, elle est retenue en équipe des États-Unis pour disputer la Coupe du monde en Nouvelle-Zélande. Après la compétition, elle retourne aux États-Unis.
Elle est à nouveau appelée pour la Pacific Four Series 2023.
Elle est de retour au Loughborough Lightning pour la saison 2023-2024, en compagnie de sa coéquipière en équipe nationale Kathryn Treder. Elle joue la première édition du WXV. En suivant, elle est appelée pour la Pacific Four Series que les Eagles terminent à la troisième place.
En 2024-2025, elle commence la saison par le WXV 1, organisé au Canada. Elle est titularisée à trois reprises et marque un essai contre la France. De retour en club, elle est désignée joueuse de la semaine lors de la 3e journée de la Premiership.